# Zákynthos
 Zákynthos (eller Zante) er en lille græsk ø i det Ioniske Hav og en af de Ioniske Øer i det vestlige Grækenland. Øen ligger vest for halvøen Peloponnes, er på ca. 410 km² og har pr. 2005 41.472 indbyggere.
I 1953 blev øen ramt af et jordskælv, der ødelagde store dele af hovedbyen Zákynthos med 13.000 indbyggere. Den blev genopbygget efter skælvet.
Der er færgeforbindelse til Peloponnes og videre forbindelser via lufthavnen.
I mange år var øen førende i Grækenland mht. operaer og åbnede landets første musikskole i 1815. Den var med til at levere musikere til de første olympiske lege i 1896. I dag lever øen i høj grad af turisme – særligt dykkere - og mange unge kommer til øen for at feste og dase på stranden i Laganasbugten. De fleste unge bor i byen Laganas.
Hovedbyen har et mausoleum for øens store digter Dionysios Solomós og en stor statue af ham.